# هرقلية جزائرية
هرقلية جزائرية أو هرقلية سفندوليونية نويع جزائري أو سفندوليون نويع جزائري (الاسم العلمي المرادف:Heracleum algeriense) (الاسم العلمي:Heracleum sphondylium subsp. algeriense) هي نويع نباتي يتبع جنس الهرقلية من الفصيلة الخيمية. سمي هذا النويع من النبات نسبةً إلى الجزائر.